# 海天味业
海天味业（上交所：603288、港交所：3288，英文商标名为“HADAY”），全称佛山市海天调味食品股份有限公司，是中国最大的调味料制造商之一，主要生产酱油、调味酱及蚝油等产品，其中酱油产销量和市场占有率为全国第一，公司总部位于广东佛山。现任董事长是庞康。

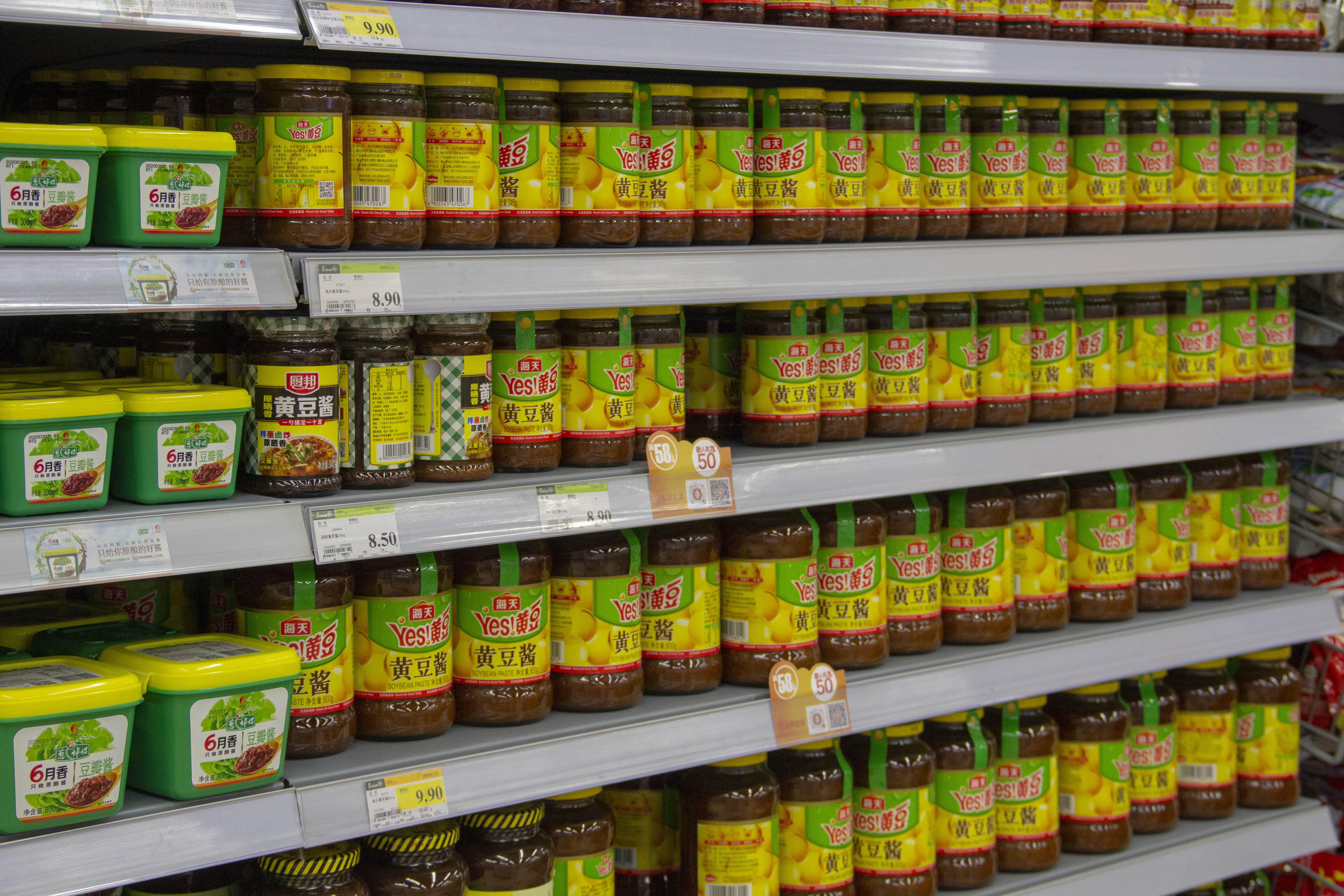
海天黄豆酱

## 历史
1955年，佛山25家古酱园因公私合营合并重组，并以规模最大的“海天”命名为“佛山市公私合营海天酱油厂”，后改名为佛山市珠江酱油厂。1958年，厂区迁至文沙路。1961年，建成第一座水泥晒池，开创先河以池代缸发酵酿制酱油。1971年，首条酱油自动包装流水线投入使用。
1994年底，作为佛山市国企改制首批试点，由全民所有制企业改制为中外合资企业，公司名称定为佛山市海天调味食品有限公司。
2005年，投资10亿元在佛山高明区建设100万吨酱油生产制造基地。
2007年，收购全部外资股权，成为全员持股的民营企业。
2011年8月，文沙路厂区正式停产，产能转至高明生产基地。
2014年2月11日，海天在上交所主板挂牌上市，股票名称为海天味业。6月，并购开平市腐乳制造商“广中皇”。
2017年，收购镇江丹和醋业。
2020年9月2日，隨著中國大陸疫情後的報復性消費，海天味業達到了上市6年來的歷史高位，市值最高達6577億元，位列貴州茅台、五糧液之後的A股消費品行業第三名。

## 主要产品
- 酱油
  - 海天酱油经典系列（HADAY CLASSICS）：生抽（金标、银标、鲜味、鲜金标、老金标、甜金标、辣金标、铁强化金标）、老抽（草菇老抽、铁强化草菇老抽、老抽王）、味极鲜酱油、金装一品鲜、凉拌酱油、红烧酱油
  - 海天酱油特级系列：特级金标生抽、特技一品鲜酱油、特级草菇老抽、特级味极鲜
  - 海天老字号系列（HADAY TOP）：零添加头道酱油、第一道头道酱油、365高鲜头道酱油、淡盐头道酱油
  - 海天有机系列（HADAY ORGANIC）：有机酱油
  - 特色系列：海鲜酱油、蒸鱼豉油、辣椒豉油、淡口酱油、双璜生抽、小小盐酱油、鱼生酱油、招牌味极鲜、薄盐生抽、元酿鲜、简盐酱油、清简酱油
  - 特惠系列：威极生抽、生抽豉油、老抽豉油、上等鲜酱油、精选生抽、精选老抽、上色好老抽、锦标生抽
  - 超值系列：老抽酱油、生抽酱油、铁强化生抽酱油、铁强化老抽酱油、海天珍酿生抽、海天珍酿老抽
  - 袋装系列：黄豆酱油、老抽酱油、生抽酱油、红烧酱油
- 酱料
  - 黄豆酱系列
  - 特色系列：蒜蓉辣酱、番茄沙司、冰梅酱、豆瓣酱、煲肉酱、XO酱、美味香酱、私房豆豉酱、四季鲜大豆酱
  - 海鲜酱、柱侯酱
  - 招牌拌饭酱系列
  - 海天锦上鲜系列：蒜蓉辣椒酱、叉烧酱、排骨酱、桂林风味辣椒酱、甜辣酱
- 蚝油
  - 金标蚝油、蚝油皇、鲜辣蚝油、海天上等蚝油
  - 招牌系列：鲍汁蚝油、招牌蚝油、拌馅蚝油、炒菜蚝油
  - 海天一品鲜蚝油、鲜味蚝油
  - 财宝蚝油
  - 桶装系列：精制蚝油、金字装蚝油、精选蚝油
- 醋
  - 米醋系列
  - 白醋系列
  - 老字号系列：原酿造纯粮米醋
  - 香醋系列
  - 海天添丁甜醋
  - 陈醋系列
  - 果真好醋系列：苹果醋
- 料酒
  - 花雕料酒
  - 古道系列：料酒、五香料酒、姜葱料酒
  - 烹饪黄酒

- 鸡精：四海鲜鸡精、美厨鸡精
- 腐乳：经典腐乳、老牌腐乳
- 调味汁：四海鲜浓香鸡汁、鲍鱼汁、喼汁、烧烤汁、卤水汁、红烧酱汁等
- 鸡粉：四海鲜鸡粉、美厨鸡粉、农家鸡粉、百焗易盐焗鸡粉、海天鸡粉
- 香油：天赐良谷系列芝麻油
- 味精：海天味精
- 酱腌菜：太子剁椒、招牌野山椒等
- 黄豆：天赐良谷系列黄豆
- 饮品：爱果者苹果醋饮料

## 争议事件
2022年8月2日，有网民发现海天味业员工在其个人微信朋友圈发文称“为了庆祝‘她’成功落地，所有主播佣金拉满最高机制，赔本干”，网民认为其言论是在影射佩洛西访台。8月6日，海天味业表示其发布的不当内容与企业价值观不符，“伤害了中国人民的感情，造成了恶劣的社会影响”，已决定对该员工解除劳动合同，并按照相关法律法规配合有关部门进行后续处理。海天味业与海天酱油官方微博不久后因“违反相关法律法规”被微博平台禁言。
緊接著，2022年9月底，有人在短视频平台扒出海天味业差別待遇，表示中國以外的地方售卖的海天酱油配料表上没有添加剂（日本按規定須註明原料/添加物兩類，因此可證明未添加），而在中国售卖的有较多添加剂。9月30日晚间，海天味业通過官方微博发布声明，表示海天所有产品中食品添加剂的使用及其标识均符合中國相关标准法规要求。